# Laurel et Hardy menuisiers
Pour plus de détails, voir Fiche technique et Distribution.
Laurel et Hardy menuisiers (titre original : Busy Bodies) est un film américain réalisé par Lloyd French, sorti en 1933 et mettant en scène Laurel et Hardy.

## Fiche technique
- Titre original : Busy Bodies
- Titre français : Laurel et Hardy menuisiers
- Réalisation : Lloyd French
- Photographie : Art Lloyd
- Montage : Bert Jordan
- Ingénieur du son : James Greene
- Producteur : Hal Roach
- Société de production : Hal Roach Studios
- Société de distribution : Metro-Goldwyn-Mayer
- Pays de production : États-Unis
- Langue : anglais
- Format : Noir et blanc - 35 mm - 1,37:1  -  sonore
- Genre : Comédie
- Longueur : deux bobines
- Dates de sortie : 
  - États-Unis : 7 octobre 1933

## Distribution
Source principale de la distribution :
- Stan Laurel (VF : Franck O'Neill) : Stanley
- Oliver Hardy (VF : Leo P. Nold) : Oliver Hardy

Reste de la distribution non créditée :
- Dick Gilbert : le terrassier
- Charlie Hall : un employé
- Jack Hill : un employé
- Tiny Sandford : le patron
- Charley Young : un employé